# Afterburn (filme)
Afterburn (lançado no Brasil como Caçadores do Fim do Mundo) é um futuro filme de ação e ficção científica estadunidense dirigido por J.J. Perry e estrelado por Dave Bautista e Samuel L. Jackson. O longa é uma adaptação da série de quadrinho homônima de Scott Chitwood.

## Sinopse
A trama se passa em um futuro pós-apocalíptico, uma década após uma grande explosão solar ter destruído a tecnologia e devastado parte do planeta Terra. Nesse cenário, o ex-soldado Jake (Dave Bautista) atua como um caçador de tesouros, recuperando artefatos valiosos de antes do apocalipse para clientes ricos. Sua nova missão, dada por Valentine (Samuel L. Jackson), é encontrar a Mona Lisa.

## Elenco
- Dave Bautista como Jake
- Samuel L. Jackson como Valentine

## Produção
O filme é uma adaptação da série de quadrinhos Afterburn, criada por Scott Chitwood. A direção é de J.J. Perry, conhecido por seu trabalho como coordenador de dublês e diretor de segunda unidade em grandes produções de ação.

## Lançamento
No Brasil, o filme será lançado com o título Caçadores do Fim do Mundo em 28 de agosto de 2025, com distribuição pela Diamond Films.